# Luca Marchegiani
Luca Marchegiani (ur. 22 lutego 1966 w Ankonie) – piłkarz włoski występujący w latach 1984–2005. Całą karierę piłkarską spędził w rodzinnym kraju. Występował na pozycji bramkarza. Najlepszy okres spędził w S.S. Lazio, w którym grał przez dekadę. Rozegrał w Rzymie 243 spotkania.
Karierę zaczynał w roku 1984 w Jesi. Przez trzy lata gry w tym klubie rozegrał 33 spotkania. Później zasilił szeregi Brescii Calcio – to był dość nieudany epizod w jego karierze, ponieważ rozegrał w tym klubie tylko 1 spotkanie.
Następnie w roku 1988 przeszedł do AC Torino. Była to bardzo dobra decyzja – w Turynie przez 5 lat rozegrał 146 spotkań i dzięki dobrej grze w roku 1993 przeszedł do S.S. Lazio. Karierę zakończył w roku 2005 w Chievo Werona. Marchegiani grał też w reprezentacji Włoch, m.in. zagrał 3 mecze na Mundialu w USA.
Po zakończeniu kariery zawodniczej jest komentatorem w telewizji SKY Sport.

## Sukcesy
- 1 Mistrzostwo Włoch
  - S.S. Lazio: 2000
- 2 Superpuchar Włoch
  - S.S. Lazio: 1998, 2000
- 3 Puchar Włoch
  - AC Torino: 1993
  - S.S. Lazio: 1998, 2000
- 1 Puchar Zdobywców Pucharów
  - S.S. Lazio: 1999
- 1 Superpuchar Europy
  - S.S. Lazio: 1999